# Journey to Atlantis (SeaWorld San Diego)
Journey to Atlantis in SeaWorld San Diego (San Diego, Kalifornien, USA) ist eine Wasserachterbahn vom Modell Water Coaster des Herstellers Mack Rides, die am 29. Mai 2004 eröffnet wurde.
Die 29 m hohe Wasserachterbahn besitzt eine 18,3 m hohe Abfahrt, auf der die Wagen eine Höchstgeschwindigkeit von 67,6 km/h erreichen. Die Fahrzeit beträgt rund 5 Minuten und die maximale Beschleunigung beträgt 3 g. Ein Teil der Strecke verläuft durch ein aufwendig thematisiertes Gebäude. Im Inneren wird ein Wassereinbruch und damit der Untergang von Atlantis dargestellt. Architektonisch werden bei dem Gebäude mit Kuppeltürmen und Bögen verschiedene Stile zu einem fiktiven „Atlantischen Stil“ kombiniert. Bei der Bahn fehlt ein großer Dark Ride Abschnitt wie bei Journey to Atlantis in SeaWorld Orlando, dafür hat sie einen deutlich längeren Achterbahnteil. Als weitere Besonderheit kommt neben einem gewöhnlichen Kettenlift innerhalb des Gebäudes auch ein Vertikallift zum Einsatz, bei dem die Hybridfahrzeuge auf einem Stück Schiene senkrecht zur finalen Abfahrt heraufgezogen werden.

## Wagen
Journey to Atlantis besitzt einzelne Wagen, die sowohl auf Schienen fahren als auch als Boote schwimmen. In jedem Wagen können acht Personen (vier Reihen à zwei Personen) Platz nehmen.